# Сантана (округ Сан-Паулу)
Сантана (порт. Santana) — округ міста Сан-Паулу, Бразилія, розташований у субпрефектурі Сантана (Santana), на півночі міста. в районі на північ від міста, і недалеко від центру міста, між 3 км від Tietê Річка на 7 км у північних районах.

## Історія
У районі «Світ Сантана» була створена в 1898 році, і її межі змінилися за минулі роки з створенням нових та існуючих південь округу (муніципального закону від 1986 року), в північній частині міста. Однак витоки районі Сантана дуже старі, тому він вважається датою річниці районі Сантана, 26 липня 1782.
Сантана є регіоном, який, попри те, що колишній основного населення в цьому районі на північ від міста, був довго ізольований від іншої частини столиці у зв'язку з природними перешкодами, такими, як Tietê Річка і Серра-да-Cantareira. Ця ізоляція залишалася до початку XX століття, коли, дотримуючись інструкцій по всьому місту, Сантана розробив швидко в зв'язку з процесом індустріалізації і багатство, отримане на основі циклу кави на всій території держави.
Роки потому, у районі Сантана завершила інтеграцію з іншою частиною міста, і його близькість до центру, активізувалися зв'язку з будівництвом лінії Північ-Південь, метро, в 70-х років, у регіоні пройшли через процес розвитку та прогресу в їх інфраструктура, яка перетворилася у великий комерційний центр на півночі міста. В наш час[коли?] самим шляхетним в район називається Альто-де-Сантана, має розкішні апартаменти.

## Сантана Сьогодні
Є важливою комерційної і житловий район в місті Сан-Паулу, Бразилія. Він містить середніх і великих будівель, а також багато магазинів з різним послуг. Район бере участь у рядку 1 (синій) в метро Сан-Паулу (чотири станції). Кампо-де-Marte Аеропорт і Tietê автобусний термінал знаходиться в Сантана.
Сантана також вважається одним з найшвидкозростаючих районів у місті, спостерігається протягом останніх років буму в житловому будівництві. Сантана економіки складається з великих підприємств (Комерційний центр і магазини), а деякі галузі промисловості.

## Транспорт
В районі Сантана знаходиться чотири станції метрополітену: Tietê, Карандіру, Сан-Пауло Сантана І сад. Дві з цих ділянок пов'язані з двома основними залізничними терміналами в столиці.
Сантана Термінал є великим термінал, що використовується тільки для муніципальних транспортних ліній в основному на північ, але й в інших регіонах Сан-Паулу, в основному в центральному регіоні.
Але Tietê є найважливішим з Сан-Паулу, з великим ведення дорожніх поїздок, що з'єднує місто з майже у всіх штатах Бразилії та деяких містах у сусідніх країнах.
Крім того, аеропорт у цьому районі.
У майбутньому там будуть перебувати на вокзалі Сантана-куля. В рамках проекту по високошвидкісний потяг посилання на Ріо-де-Жанейро в Сан-Паулу і Кампінас, то тільки заплановані зупинки в Сан-Паулу буде знаходитися в аеропорту.

## Освіта
П'ять університетів, державні школи (в тому числі шкіл, початкової, середньої і технічного), а також багато приватних шкіл. У район також має дві публічні бібліотеки, джерела та Нутаціі Narbal Сантанна.

## Фотогалерея
|                       |                         |                  |                 |
|                       |                         |                  |                 |
| Карнавал де Сан Паулу | Аеропорт Кампу-ді-Марті | Альто-де-Сантана | Palacete Baruel |

|                 |             |              |                 |  |  |  |
|                 |             |              |                 |  |  |  |
| Молодіжний парк | Архів стану | Метрополітен | Автобус автобус |  |  |  |

| Бразилія | Це незавершена стаття з географії Бразилії. Ви можете допомогти проєкту, виправивши або дописавши її. |